# León Trujillo
León Trujillo (San Felipe, Venezuela, 20 de febrero de 1911 - San Juan de los Morros, 14 de agosto de 1964) fue un destacado pedagogo, abogado, político e historiador venezolano.

## Biografía
León Trujillo nació en San Felipe, Venezuela, el 20 de febrero de 1911. Era hijo de América Trujillo, madre soltera de otros seis hijos. Aun cuando era de origen humilde, inició estudios en la escuela «Padre Delgado», prosiguiendo estudios de bachillerato en el «Colegio Montesinos», los cuales fueron interrumpidos en virtud de la clausura que sufrió dicho colegio en 1926, medida dictada por el entonces Presidente del Estado, General José Antonio Baldó, quien conformaba el equipo de gobierno del dictador Juan Vicente Gómez.
Aunque pudiera comentarse que fue un tropiezo para el joven estudiante, vale decir que fue la circunstancia principal que lo llevó a transitar por su vida en el magisterio, puesto que pudo conseguir trabajo como maestro en la Escuela N.º 26 de Cocorote en el mismo Estado Yaracuy. A partir de allí, se desempeñó en diferentes escuelas primarias, unitarias y graduadas a lo largo y ancho del estado Yaracuy, así como también en otros estados de Venezuela tales como Lara, Mérida, Carabobo y el otrora Distrito Federal (Caracas) siendo evidente su virtud autodidacta. Es bueno citar que fue en 1935, contando con 24 años, ya casado, cuando logró culminar el interrumpido bachillerato en el «Colegio Federal de San Felipe».

### Formación profesional
Durante el año 1937 fue seleccionado por el Ministerio de Educación al igual que un nutrido grupo de docentes, para realizar el Curso de Administración Escolar y Supervisión de la Enseñanza Primaria en la Universidad de Puerto Rico en Río Piedras. Es de hacer notar que fue el único estudio formal sobre educación que realizó durante su vida. A su regreso a Venezuela, fue designado inspector técnico de la XVIII Circunscripción Escolar, que correspondía al Estado Yaracuy. En 1942 recibe el título de doctor en Ciencias Políticas mención summa cum laude en la Universidad Central de Venezuela.

### Labor pedagógica
El Dr. León Trujillo como ya se mencionó, fue maestro de escuela en diferentes instituciones públicas, comenzando su accionar en el entonces pueblito de Cocorote al igual que otras localidades yaracuyanas. Luego de eso, fue director de la escuela «Padre Delgado» en San Felipe, Director del «Grupo Escolar República del Perú» en la capital carabobeña, Alrededor de 1939 comienza su trayectoria como formador de docentes, labor que desarrolla ininterrumpidamente durante 20 años. Dio clases en la Escuela Normal de Mujeres de Caracas, en la Escuela Normal San José de Maya en San Felipe, el Patronato San José de Tarbes, en el Instituto Pedagógico y fue director de la Escuela de Educación de la Universidad Central de Venezuela.
En otro orden de ideas, vale decir que sintió particular interés por la historia del Yaracuy, sobre la que escribió dos libros, Fue miembro correspondiente de la Academia Nacional de la Historia y Cronista de la Ciudad de San Felipe.
En el campo de la pedagogía, su especialidad fue la Pedagogía y la Didáctica de la Escuela Nueva. Sus dos obras pedagógicas “Lecciones de Metodología y Práctica Docente” y “Técnica de la Enseñanza en la Escuela Primaria”, complementaron su actividad de formación en las aulas. Ambas obras tuvieron como finalidad, coadyuvar a los futuros docentes, a compenetrarse con los conocimientos teóricos y prácticos necesarios para convertirse en buenos maestros, en maestros críticos, reflexivos sobre su quehacer, atentos a las necesidades de los niños. Conscientes de las metas y valores últimos de la educación, conocedores de los procedimientos del aprendizaje activo y de los métodos específicos de enseñanza en cada asignatura y cada grado.

### Actividad política
Bajo el gobierno del Presidente Isaías Medina Angarita, fue llamado por el presidente del Estado Yaracuy señor Atilio Araujo, para ejercer el cargo de Secretario de Gobierno . En 1945 fue elegido senador al Congreso Nacional en representación de su Estado, cargo que no llegó a ejercer en virtud de los acontecimientos políticos que conllevaron al derrocamiento del Presidente Isaías Medina Angarita, en octubre de ese año, cuando asumió el poder una Junta Cívico Militar.
Es importante destacar que, después de su fallecimiento lo sustituyó en el cargo como cronista oficial de San Felipe un 20 de marzo de 1965 otro grande de la historia yaracuyana, don Nicolás Perazzo
En honor a su vocación, uno de los principales centros educativos de Cocorote, lleva su epónimo.

## Obra
- (1953): Lecciones de Metodología y Práctica Docente
- (1954): Técnica de la Enseñanza en la Escuela Primaria
- (1955):Motín y sublevación en San Felipe[4]
- (1962):Biografía de Albarico (Misión de N. S. de la Caridad de Tinajas)[5]